# آنتون ملنیک
آنتون ملنیک (روسی: Анто́н Ме́льник؛ زادهٔ ۹ ژانویهٔ ۱۹۸۴) تهیه‌کننده فیلم اهل اتحاد جماهیر شوروی سوسیالیستی است که بیشتر در زمینهٔ فیلم‌های اکشن فعال بوده‌است.
از فیلم‌ها یا مجموعه‌های تلویزیونی که وی در آن‌ها نقش داشته است، می‌توان به فانوس دریایی، مغول و نوایا زملیا اشاره نمود.